# Burgstall Binabiburg
Der Burgstall Binabiburg bzw. das abgegangene Schloss Binabiburg liegen 120 m östlich der Kirche St. Johannes Baptist in Binabiburg, einem Gemeindeteil der niederbayerischen Gemeinde Bodenkirchen im Landkreis Landshut. Die Anlage wird als Bodendenkmal unter der Aktennummer D-2-7540-0008 mit der Beschreibung „weitgehend verebneter Burgstall des Mittelalters und untertägige mittelalterliche und frühneuzeitliche Befunde im Bereich des abgegangenen Hofmarksschlosses in Binabiburg, darunter Spuren von Nebengebäuden, Vorgängerbauten bzw. älterer Bauphasen“ geführt.

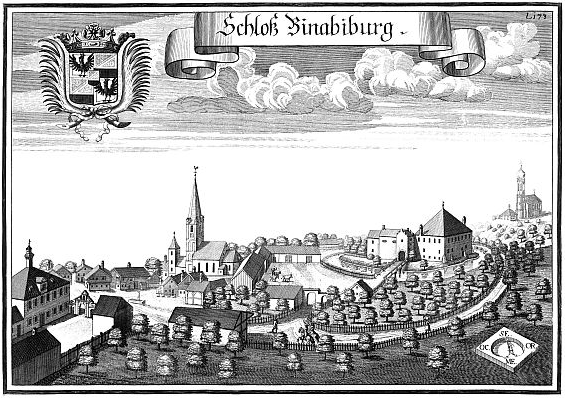
Schloss Binabiburg nach einem Stich von Michael Wening (1726)

## Beschreibung
Nach dem Stich von Michael Wening von 1726 war das Schloss ein zweistöckiger quadratischer Walmdachbau auf einer Insel. Dieses Schloss war der Nachfolgebau des am 1. Januar 1682 abgebrannten Hofmarksschlosses. Zu dem Ensemble gehörten ein Torgebäude und dahinter weitere Bauten. Außerhalb befanden sich der Wirtschaftshof und ein Obstgarten, der ebenfalls durch ein Tor gesichert war. Im Westen schloss sich die Kirche St. Johannes Baptist an.
Der heute überbaute Burgstall Binabiburg lag am Ostrand von Binabiburg am Westrand der Bina. Wie noch auf dem Urkataster von Bayern zu erkennen ist, war dies eine großräumige Wasserburg, die von einem bis zu 40 m breiten Wassergraben umschlossen wurde. Der in etwa rechteckige Innenraum machte 80 m in Nord-Süd-Richtung und 40 m in Ost-West-Richtung aus. Die Burg war Anfang des 19. Jahrhunderts durch eine Landbrücke vom Westen her zugänglich. Zu Zeiten von Michael Wening war hier noch eine Holzbrücke. Dieses Schloss wurde um 1850 abgebrochen; heute ist der Wassergraben zugeschüttet und der Bereich des Schlosses rezent überbaut.

## Geschichte
Die Gegend von Binabiburg wird erstmals in der Notitia Arnonis von 788 als der Zusammenfluss von Rott und Bina genannt. In einer Urkunde des Klosters Niederalteich um ca. 790 wird „Bunninaha“ und in den Traditionen Augiensis des Klosters Au am Inn ein „Pinna“ genannt. In dem von Abt Urolf um 790 angefertigten „Breviarius Urolfi“, einem Urbar des Klosters Niederalteich, wird eine Barschalkensiedlung des Herzogs Tassilo zusammen mit zwei Hufen in loco „Bonninaha“ erwähnt.
Am 1. November 1011 wird „Punnaha“ (als der erste Name von Binabiburg) in einer Königsurkunde des Kaisers Heinrich II. bei dessen Schenkung an das Bistum Bamberg genannt. Der bayerische Herzog hatte die Vogtei dieser Bamberger Kirchengüter über; er gab diese Güter als Lehen an die Grafen von Schaumburg, danach an die Grafen von Dornberg bei Erharting und nach deren Aussterben an die Edelfreien von Haarbach als „procuratores“ aus. Nach ihrem Aussterben um 1290 mit Heinrich von Haarbach fiel das Lehen durch Heimfall wieder an den bayerischen Herzog zurück.
Als deren Ministeriale tritt 1125/36 ein Wolfhard von Binabiburg (Wolfhardi de Punnaha) in einem Schenkungsbuch des Stiftes Berchtesgaden als Zeuge auf. 1221 erscheint ein Ulrich von Binabiburg (Ulricus de Bunnapiburk); dieser hatte sich vermutlich am Fünften Kreuzzug des Herzogs Ludwig der Kelheimer im Jahr 1221 beteiligt; er wird 1221 mit diesem Namen in den Traditionen des MoosburgerKollegiatstiftes Sankt Kastulus genannt. Es wird angenommen, dass diese Ortsadeligen in Binabiburg eine Befestigungsanlage, vermutlich eine Motte, errichteten. Kurz nach 1311 wird Ortlieb Puchbeckh I. in Binabiburg genannt; er stammte aus dem Geschlecht der Puechbeckhen (Buchbeck) zu Hohenbuchbach bzw. aus dem damals salzburgischen Buchbach. Er heiratete 1324 Agnes Ameranger zu Rattenbach; beide stifteten 1369 einen Jahrtag für die Binabiburger Pfarrkirche; er wurde hier auch 1380 begraben. Auf ihn folgt Ortlieb II. Puchbeckh zu Hohenbuchbach und Binabiburg († 3. November 1398, begraben im Kloster Baumburg). Er heiratete 1360 Dorothea Pfäffinger zum Steeg. Von 1375 bis 1392 war er als Vitztum an der Rott der höchste herzogliche Stellvertreter im Landgericht an der Rott, zudem Rat des Herzogs Friedrich und Richter in Vilsbiburg. Sein Sohn Alban I. Puchbeckh war 1400 im Besitz von zwei Sitzen in Binabiburg sowie aller Anwesen in dem Dorf; 1390 heiratete er Sabine von Rottau († 1433). Deren Sohn, Alban II. Puchbeckh, heiratete 1416 Felicitas Trauner von Adlstetten. 1420 wird er als Alban II. „der Puchpecken“ zu Pinabiburg genannt († ca. 1453). Alban Puchbeckh war 1443 Amtmann des Herzogs Heinrich XVI. von Bayern-Landshut. Danach folgte sein Sohn Ägidius zu Binabiburg und Hohenbuchbach. Dieser heiratete 1442 Margarethe Pfäffinger zu Drächsleinsried. Sein Bruder Wolfhart wird 1414 zu Binabiburg genannt; er war Richter an der Rott. Am  22. Mai 1453 teilten die Erben von Alban II., Alban III., Ludwig und Ägidius, die Hofmark Binabiburg. Ägidius (Gilg) Puechbeckh war 1453 im Besitz des Edelsitzes Binabiburg.
Die „Veste zu Punachpiburg“ wurde 1474 als Besitz des adeligen Ludwig Puchbeckh genannt. Ludwigs Sohn Gabein Puchbeckh verkaufte 1486 seinen Sitz und die zugehörige Hofmark Binabiburg dem Sebastian Paffenbeckh. (Am 8. Dezember 1932 verstarb in Nürnberg Albrecht von Puchbeck, der letzte adelige Nachkomme aus dem Geschlecht dieser Hofmarksherrschaft auf Binabiburg. Er verzichtete im Jahr 1917 freiwillig auf das Recht, auf die Besetzung des Benefiziums und übergab dieses an den Bischof von Regensburg.) Nach dem Landshuter Erbfolgekrieg wurde Binabiburg 1506 auf die vier Puchbeckh'schen Erben aufgeteilt. Ludwigs Sohn Gabein und dessen Mutter Barbara, eine geborene Pfeffenhauser, besaßen 1508 einen halben Adelssitz in Binabiburg. 1522 kaufte der Adelige Stephan Haushaimer zu Ismaning die halbe Hofmark und den Sitz Binabiburg. Stephan Haushaimer zu Ismaning und Binabiburg verstarb am 20. April 1528; seine Gattin Veronika, geb. Thumberger, verstarb am 12. März 1547. Am 24. September 1539 bekamen Thoman I. Griesstetter und dessen Frau Anna, geb. Hinterskircher, vom Herzog den „Hof zur Burg“; 1539 baute Griesstetter das Schloss Binabiburg um. Teile von Binabiburg gehörten Sixtus Sommer und Stephan Haushaimer. Der „Hof zur Burg“ ging am 24. September 1542 als herzogliches Lehen an Thomann Griesstetter, Pfleger von Vilsbiburg. Am 8. März 1546 hatte Georg Haushaimer den Sitz Binabiburg und die Hofmark inne, darunter das Haus (Schloss), den Burgstall (Veste) und den Sedlhof. Nach dem Tod des Georg Haushaimer († 11. Juli 1564) ging das Erbe an seine Schwestern Regina Eisenreich und Anna Schieckh. 1571 war Binabiburg bei Thoman II. Griesstetter zu Haselbach (bei Aschau), Pfleger von Vilsbiburg († 29. Januar 1612) und 1544 Propsteirichter in Berchtesgaden. Der halbe Sitz Binabiburg ging am 15. Februar 1572 von der Hofmarksherrin Sibylla Griesstetter an Ulrich Eisenreich zu Weilbach, den Schwager des Georg Haushammer, dabei war auch der „Hof zur Burg“. Die andere Hälfte war bei Thoman Griesstetter, verheiratet mit Siwilla, geb. Schieckh. 1594 hat Carl Eisenreich († 1581) zu Binabiburg den Sitz, Schmiede, Taferne, Fleischbank und das Bad inne. Eisenreich erhielt nach dem Tod des Thoman Griessteter († 29. Januar 1612) 1613 dessen Teil der Hofmark Binabiburg. Georg Carl Eisenreich zu Egglkofen besaß 1642 die ganze Hofmark Binabiburg († 27. April 1677). Seine Frau war Maria Sabina, geborene von Seyboltsdorf († 4. November 1675). Bei dem großen Brand am 1. Januar 1682 brannte mit dem Ort auch das Schloss des Hofmarksherrn Eisenreich mit Stadl und Inhalt nieder.
Am 29. September 1684 verkaufte Joseph Franz von Eisenreich die Hofmark Binabiburg an Ferdinand Maria Franz von Neuhaus, Churfürstliche Durchlaucht in Bayern, Oberster Kämmerer und Pfleger zu Vilsbiburg. Dieser baute das abgebrannte Schloss Binabiburg, wie auf dem Stich von Michael Wening zu sehen ist, neu auf. Johann Franz Maria übernahm als ältester Sohn dessen Erbe. Binabiburg wurde am 5. Juli 1717 an Graf von Thürhamb verpachtet. 1746 wurde Josef Maria Nikolaus von Neuhaus als Lehensherr von Binabiburg genannt, im gleichen Jahr war er russischer Gesandter. Mit dem Tode von Joseph Maria Nikolaus († 1758) starben die Adeligen von Neuhaus im Mannesstamme aus. Bis zum Jahr 1807 gehörte die Hofmark Binabiburg denen von Neuhaus auf Zangberg. Die Letzte der Adeligen von Neuhaus war ab 1780 die Freiin Maria Josepha, Tochter des Joseph Maria Nikolaus, die seit dem 13. März 1748 mit Ferdinand Joseph Maria Reichsgraf von der Wahl auf Aurolzmünster († 1765) verheiratet war. Da Josepha von der Wahl das Schloss in Binabiburg nicht bewohnte, verpachtete sie es am 3. November 1758 an Johann Max Freiherr von Berchem und am 28. September 1778 an Ferdinand Graf von Minnuci. Da sie kinderlos verstarb († 1807), ging das Erbe an Joseph Mathias Albert Graf von Taufkirchen über. 1815 wird hier das Patrimonialgericht Binabiburg des Hofmarksherrn Graf von Taufkirchen genannt; das Lehen kam anschließend an die Grafen von Deroy und wurde von diesen 1834 an das Königreich Bayern| zurückgegeben. Damit waren die Rechte des Hofmarksherrn auf Binabiburg erloschen. Das Schloss wurde um 1850 abgebrochen; aus dem Material entstand das „Schlossbauern-Wohnhaus“ und aus dem ursprünglichen „Hofbauern“ wurde der „Schlossbauer“.